# Bobby Smith (jégkorongozó)
David Robert "Bobby" Smith (North Sydney, Új-Skócia, 1958. február 12. –) kanadai profi jégkorongozó.

## Pályafutása
Komolyabb junior karrierjét az Ontario Hockey League-es Ottawa 67’sben kezdte 1975-ben. Az első szezonja még átlagos volt de a következő idényben már 64 mérkőzésen 135 pontot szerzett. Az utolsó OHL-es idényében máig álló rekordot ért el, mint a legtöbb assziszt egy szezonban (123) és a legtöbb pont egy szezonban (192). Az előző rekorder Wayne Gretzky volt 182 ponttal. Smith ezzel a teljesítményével elnyerte Az év játékosa díjat a CHL-ben. A csapattal bejutott az 1977-es Memorial-kupa döntőbe, de ott a New Westminster Bruins legyőzte őket 6–5-re Az 1978-as NHL-amatőr drafton az első kör első helyén kelt el. A Minnesota North Stars választotta ki őt. Az első felnőtt szezonját az National Hockey League-ben játszotta és a szezon végén elnyerte a Calder-emlékkupát. Az elkövetkező négy szezonban teljesítménye csak javult, míg elérte a legjobb idényét 114 ponttal. A harmadik szezonjában részese volt az elvesztett Stanley-kupa döntőnek. A New York Islanders verte meg őket 4-1-es összesítéssel. Az 1982–1983-as idényben "csak" pont/mérkőzés átlaga volt (77/77). A következő szezonban tíz mérkőzés után elhagyta a North Stars csapatát és a Montréal Canadienshez szerződött. A Canadiensben 1990-ig játszott. Legjobb idényében 93 pontot szerzett valamint felért a jégkorong csúcsára: 1986-ban Stanley-kupa győztes lett a Canadiensszel. 1989-ben ismét eljutottak a döntőbe de ott elvéreztek a Calgary Flamesszel szemben 4–2-es összesítéssel. 1990-ben visszaigazolt a North Starshoz és még egyszer felérhetett volna a csúcsra de ekkor a döntőben a Mario Lemieux által vezetett Pittsburgh Penguins győzte le őket 4–2-es összesítéssel. Két szezonnal később 1993-ban visszavonult. 1997–2000 között a Phoenix Coyotes GM-je volt. Jelenleg többségi tulajdonos a Québec Major Junior Hockey League-ben szereplő Halifax Mooseheads csapatában és 2010–2011-ben az edző is volt.

## Nemzetközi karrier
Első nemzetközi szereplése a válogatottban az 1978-as U20-as jégkorong-világbajnokság volt, ahol bronzérmet szereztek. A következő meghívót már felnőtt világversenyre kapta: az 1979-es jégkorong-világbajnokságon negyedik helyet szerezték meg a kanadaiak. Három évvel később az 1982-es jégkorong-világbajnokságon bronzérmet szereztek.

## Pályafutásának statisztikája
| 1975–1976       | Ottawa 67's           | OHL             | 62   | 24  | 34  | 58   | 21  | 12  | 2  | 1  | 3   | 4   |
| 1976–1977       | Ottawa 67's           | OHL             | 64   | 65  | 70  | 135  | 52  | 19  | 16 | 16 | 32  | 29  |
| 1977–1978       | Ottawa 67's           | OHL             | 61   | 69  | 123 | 192  | 44  | 16  | 15 | 15 | 30  | 10  |
| 1978–1979       | Minnesota North Stars | NHL             | 80   | 30  | 44  | 74   | 39  | —   | —  | —  | —   | —   |
| 1979–1980       | Minnesota North Stars | NHL             | 61   | 27  | 56  | 83   | 24  | 15  | 1  | 13 | 14  | 9   |
| 1980–1981       | Minnesota North Stars | NHL             | 78   | 29  | 64  | 93   | 73  | 19  | 8  | 17 | 25  | 13  |
| 1981–1982       | Minnesota North Stars | NHL             | 80   | 43  | 71  | 114  | 82  | 4   | 2  | 4  | 6   | 5   |
| 1982–1983       | Minnesota North Stars | NHL             | 77   | 24  | 53  | 77   | 81  | 9   | 6  | 4  | 10  | 17  |
| 1983–1984       | Minnesota North Stars | NHL             | 10   | 3   | 6   | 9    | 9   | —   | —  | —  | —   | —   |
| 1983–1984       | Montréal Canadiens    | NHL             | 70   | 26  | 37  | 63   | 62  | 15  | 2  | 7  | 9   | 8   |
| 1984–1985       | Montréal Canadiens    | NHL             | 65   | 16  | 40  | 56   | 59  | 12  | 5  | 6  | 11  | 30  |
| 1985–1986       | Montréal Canadiens    | NHL             | 79   | 31  | 55  | 86   | 55  | 20  | 7  | 8  | 15  | 22  |
| 1986–1987       | Montréal Canadiens    | NHL             | 80   | 28  | 47  | 75   | 72  | 17  | 9  | 9  | 18  | 19  |
| 1987–1988       | Montréal Canadiens    | NHL             | 78   | 27  | 66  | 93   | 78  | 11  | 3  | 4  | 7   | 8   |
| 1988–1989       | Montréal Canadiens    | NHL             | 80   | 32  | 51  | 83   | 69  | 21  | 11 | 8  | 19  | 46  |
| 1989–1990       | Montréal Canadiens    | NHL             | 53   | 12  | 14  | 26   | 35  | 11  | 1  | 4  | 5   | 6   |
| 1990–1991       | Minnesota North Stars | NHL             | 73   | 15  | 31  | 46   | 60  | 23  | 8  | 8  | 16  | 56  |
| 1991–1992       | Minnesota North Stars | NHL             | 68   | 9   | 37  | 46   | 109 | 7   | 1  | 4  | 5   | 6   |
| 1992–1993       | Minnesota North Stars | NHL             | 45   | 5   | 7   | 12   | 10  | —   | —  | —  | —   | —   |
| OHL Összesített | OHL Összesített       | OHL Összesített | 187  | 158 | 227 | 385  | 117 | 47  | 33 | 32 | 65  | 43  |
| NHL Összeített  | NHL Összeített        | NHL Összeített  | 1077 | 357 | 679 | 1036 | 917 | 184 | 64 | 96 | 160 | 245 |

## Díjai
- OHL Második All-Star Csapat: 1976, 1977
- Memorial-kupa Tournament All-Star Csapat: 1977
- George Parsons-trófea: 1977
- OHL Első All-Star Csapat: 1978
- Red Tilson-trófea: 1978
- Eddie Powers-emlékkupa: 1978
- Az év játékosa (CHL): 1978
- Junior jégkorong-világbajnoki bronzérem: 1978
- Calder-emlékkupa: 1979
- Világbajnoki bronzérem: 1982
- Stanley-kupa győzelem: 1986
- NHL All-Star Gála: 1981, 1982, 1989, 1991